# Przedsiębiorstwo Komunikacji Trolejbusowej w Gdyni

PKT Gdynia: schema della rete filoviaria

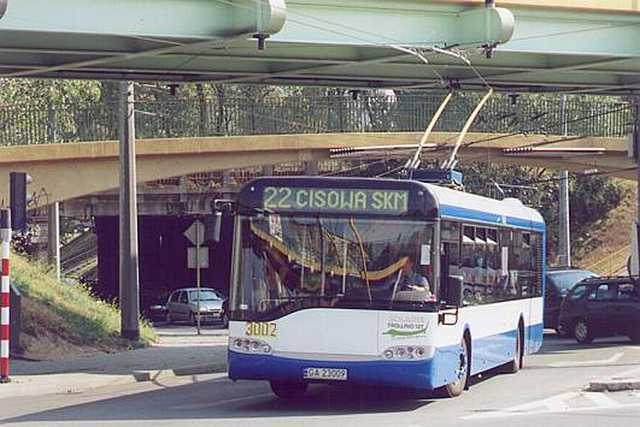
Gdynia: filobus "Solaris Trollino 12T del PKT, n. 3002 sulla linea 22

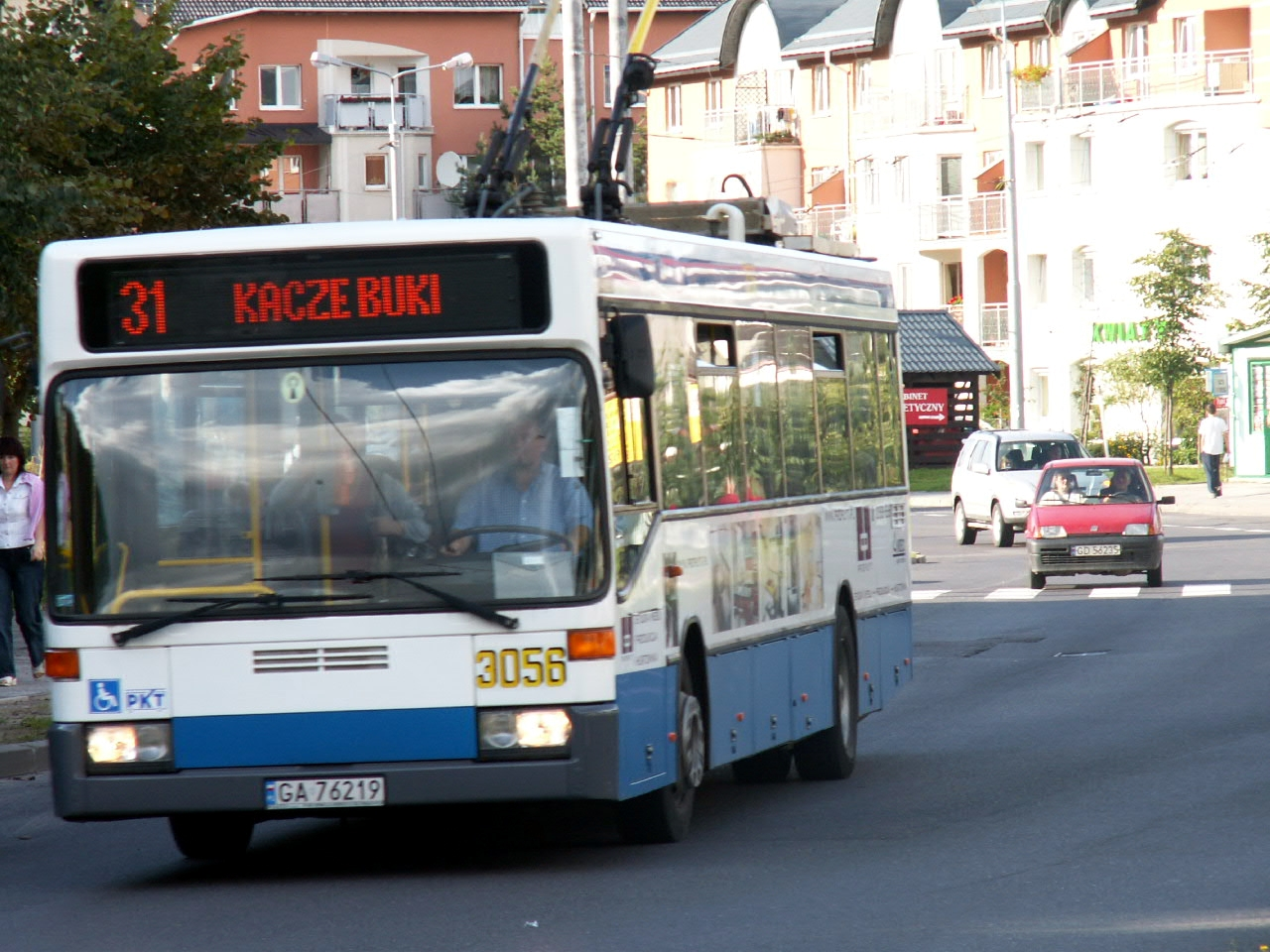
Gdynia: filobus "Mercedes-Benz O405NE del PKT, n. 3056 sulla linea 31

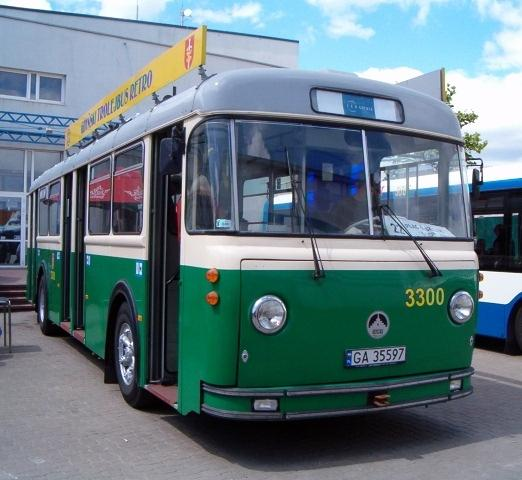
Gdynia: filobus storico Saurer 4TIILM BBC n. 3300 del PKT

PKT Gdynia, forma abbreviata di Przedsiębiorstwo Komunikacji Trolejbusowej, è l'operatore che svolge il servizio di trasporto pubblico con filobus nella città di Gdynia, in Polonia.

## Storia
La PKT è nata nel 1998 in seguito alla riorganizzazione della precedente società, anche se il filobus a Gdynia è stato introdotto nel 1953. Nel 2003, per festeggiare i 60 anni del servizio filoviario, è stata restaurata, revisionata completamente e riabilitata al trasporto dei passeggeri la vettura 
3300, modello Saurer 4TIILM BBC del 1957 precedentemente in uso a San Gallo (n. 128) e quindi a Varsavia (n. T-014).

## Esercizio
L'azienda gestisce 12 filovie (linee dal 20 al 31), 2 delle quali di tipo interurbano si spingono fino alla città di Sopot (linee 21 e 31).

## Parco aziendale
All'inizio del 2007 l'azienda contava 86 filobus di vario tipo, in prevalenza a marchio "Jelcz" (serie 3301) ed i Solaris Trollino da 12 metri (serie 3001) costruiti dalla "Trobus", oltre ad alcuni esemplari di Mercedes-Benz O405NE, derivanti dalla trasformazione dei corrispondenti autobus, acquistati usati: tutta la flotta aziendale è riconoscibile per la livrea bianco-celeste e la dicitura a caratteri cubitali "PKT", tranne lo storico "Saurer" n. 3300 avana-verde con tetto grigio già citato.

## Sede
La sede legale si trova a Gdynia.